# Tramlijn B (Bordeaux)
Lijn B van de tram van Bordeaux is een tramijn in de agglomeratie van Bordeaux. De lijn telt 31 stations en loopt van Claveau naar Pessac Centre.

## Geschiedenis
- Problemen met het APS systeem zorgen ervoor dat de indienststelling van lijn B vergraagd wordt. In eerste instantie had de lijn gezamenlijk met lijn A moeten openen op 21 december 2003, maar dat kon pas op 15 mei 2004 gebeuren tussen de stations Quinconces en Saint-Nicolas.
- 3 juli 2004: De lijn wordt verlengd van Saint-Nicolas naar Bougnard.
- 29 mei 2007: De lijn wordt verlengd van Bougnard naar Pessac Centre.
- 23 juli 2007: De lijn wordt verlengd van Quinconces naar Bassins à Flot.
- 20 oktober 2008: De lijn wordt verlengd van Bassins à Flot naar Claveau.

## Exploitatie

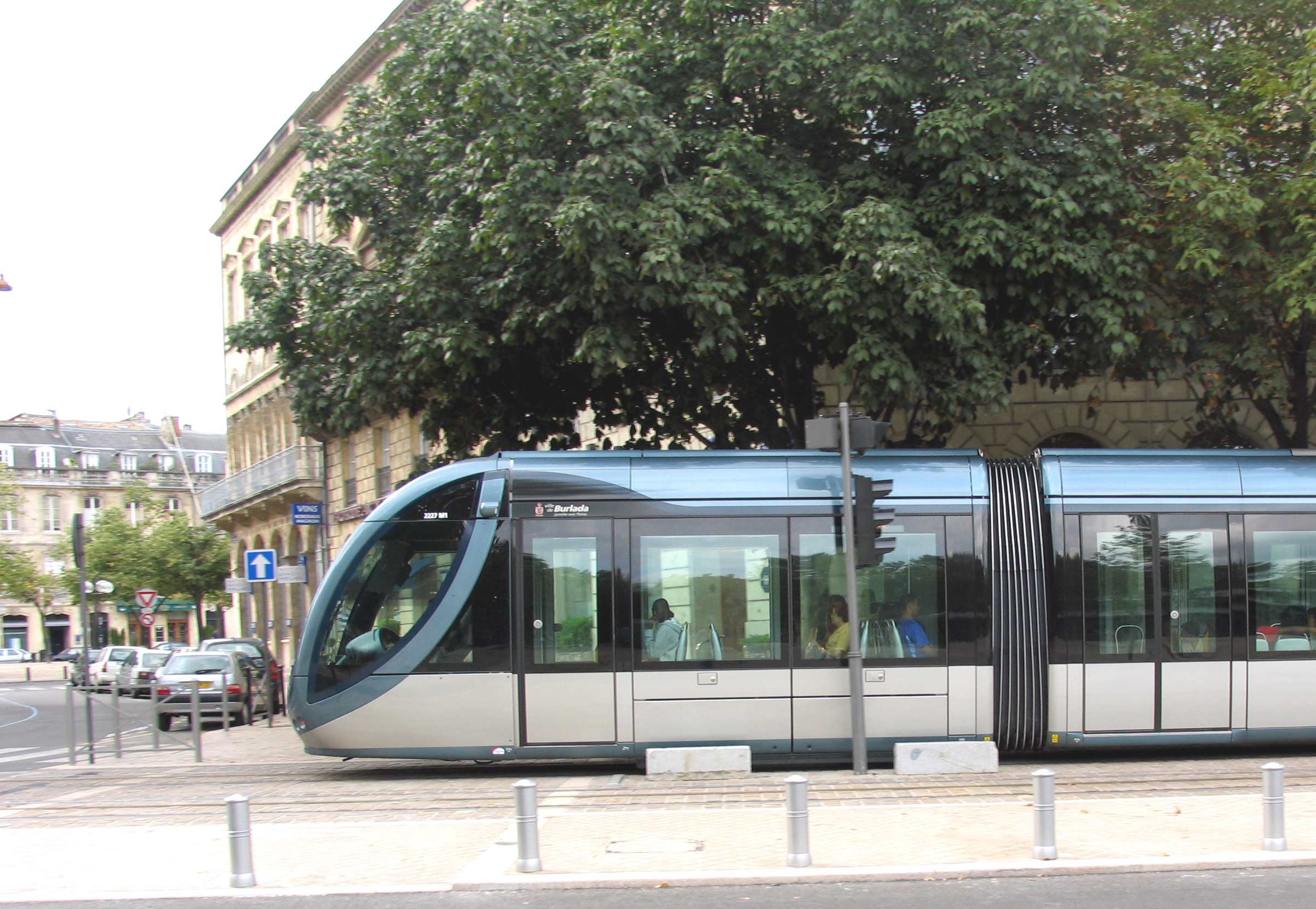
Citadis tram op de lijn, bij halte Quinconces.

De trams rijden van vijf uur 's ochtends en 1 uur 's nachts. In de spits rijden elke 4 minuten trams, daarbuiten elke zes tot tien minuten. 's Avonds en op zondag rijden er gemiddeld elke vijftien minuten trams.

### Materieel
De lijn wordt geëxploiteerd met trams van het type Citadis 402. De trams zijn 44 meter lang, hebben een breedte van 2,40 m, een 100% lage vloer, een capaciteit van 300 personen. Het vermogen van de trams is 720 kilowatt. De trams kunnen naast via bovenleiding ook werken via het APS-systeem, dat gebruikt wordt in het centrum van Bordeaux.

## Toekomst
In de toekomst krijgt de lijn in het noorden een nieuw eindpunt bij de avenue du Docteur Schinazi. Aan de zuidkant wordt bij de halte Bougnard een aftakking aangelegd naar de Place de l'Alouette in Pessac, nabij Station Alouette-France, waar onder andere het Hôpital Haut-Lévêque en Hôpital Xavier Arnozan zijn gevestigd. Deze aftakking wordt naar verwachting eind 2014 geopend.